# Kloster Ruen

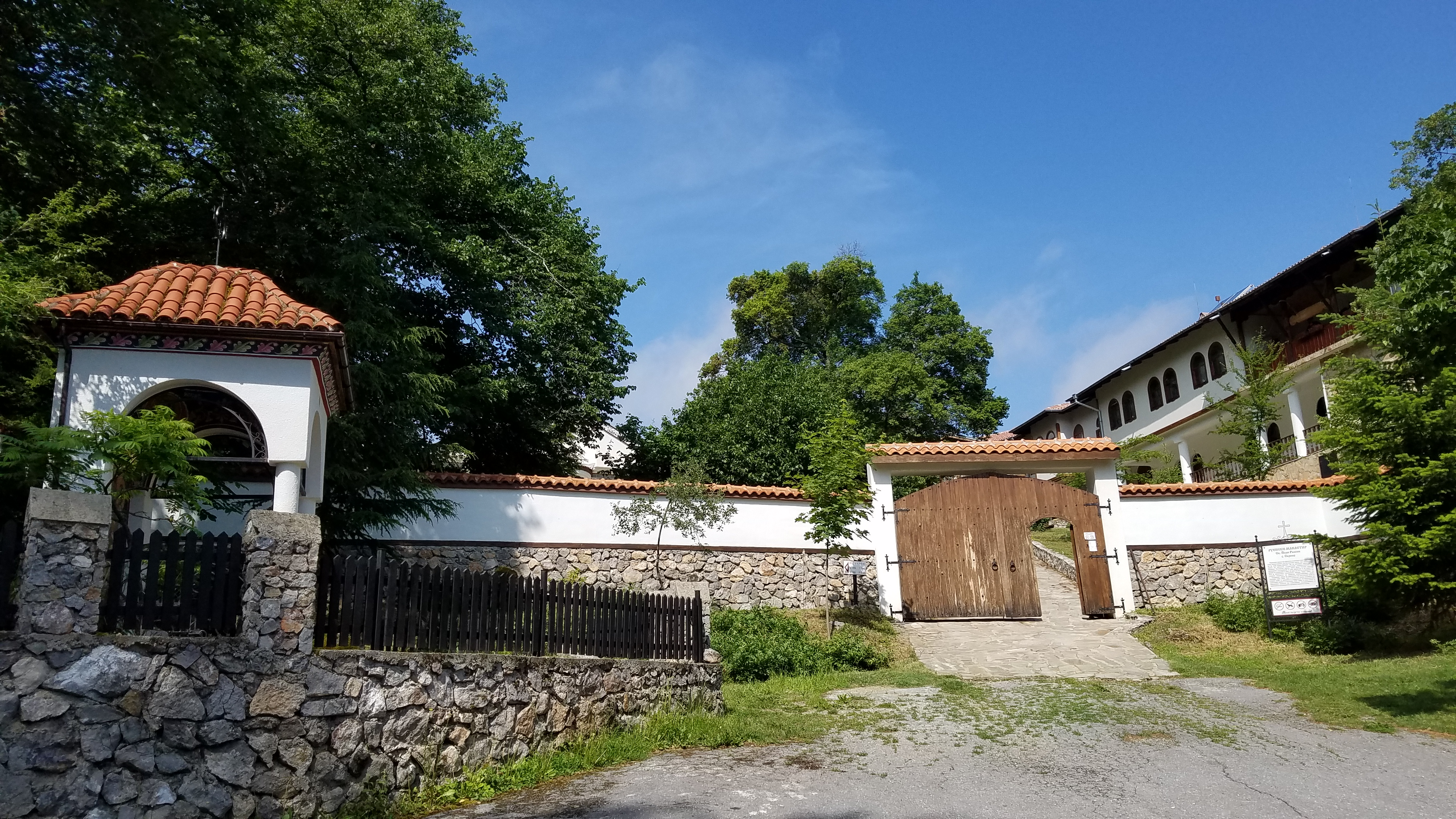
Die Klosterpforte (2018)

Das Kloster Ruen »Heiliger Iwan Rilski« (bulgarisch Руенски манастир »Свети Йоан Рилски«) ist ein Mönchskloster im geistlichen Bezirk Dupniza der Diözese Sofia der Bulgarisch-Orthodoxen Kirche. Es wurde zwischen 1995 und 2012 an der Stelle eines nach dem 16. Jahrhundert aufgelassenen Klosters oberhalb des Dorfs Skrino errichtet, welches heute zur Gemeinde Boboschewo gehört.

## Lage
Es befindet sich ca. 16 km südwestlich der Stadt Dupniza (Дупница) in der Oblast Kjustendil. Das Kloster liegt im Wlachina-Gebirge am Nordhang des Berges Boboschewski Ruen (Бобошевски Руен) 900 m südwestlich des Dorfs Skrino (Скрино). Die Örtlichkeit trägt den Namen "Zărkownika" („Църковника“). Das Kloster ist über eine asphaltierte Straße erreichbar.

## Geschichte
Den Anstoß zum Bau einer neuen Kirche und damit auch zur Neugründung des Klosters gab  Anfang der 1990er Jahre Borislaw Kanajkow (Борислав Канайков) aus dem Dorf Skrino. Während eines Arbeitsaufenthalts in Kanada träumte er mehrmals von einer Kirche an der Örtlichkeit „Zărkownika“ (bulgarisch Църковника) oberhalb seines Heimatdorfs. Nach Bulgarien zurückgekehrt, kam er in Kontakt mit der Architektin Anelija Paraskowa (Анелия Параскова) aus Blagoewgrad, die ähnliche Träume hatte. Sie riefen ein Initiativkomitee zum Bau der Kirche ins Leben. Spenden aus dem In- und Ausland rückten das Projekt in den Bereich des Möglichen. Die Architektinnen Anelija Paraskowa und Genoveva Rajnowa (Геновева Райнова) erarbeiteten daraufhin einen Entwurf für das Gebäude. Ein Kirchenvorstand wurde gegründet, dessen Vorsitz eine Nonne aus dem Kloster Resilowo »Mariaschutz« (Ресиловския манастир »Покров Богородичен«) übernahm.
Bei Ausschachtungsarbeiten an der Örtlichkeit Zărkownik stießen Bauarbeiter auf die Fundamente zweier mittelalterlicher Kirchen. Die gefundenen Artefakte stammen laut Archäologen des bulgarischen Instituts für Kulturdenkmäler (Институт по паметници на културата) aus dem 8. und 9. Jahrhundert. Daher kann angenommen werden, dass dies der Gebäudekomplex war, den Euthymios von Tărnowo in seiner Vita des Heiligen Iwan Rilski als Kloster „unter dem Ruen“ bezeichnet hatte. In dieses Kloster war der junge Iwan Rilski aus Skrino als Novize eingetreten. Laut einem osmanischen Steuerregister für den Sandschak Kjustendil für die Jahre 1570–73 handelte es sich dabei um das Kloster »Heiliger Vater« (»Свети Отец«) und nicht, wie vielfach angenommen, um den ersten Standort des Klosters Boboschewo »Hl. Demetrius«. Unterhalb der Kirchenfundamente entdeckte man eine weitere Kulturschicht mit Resten einer vorchristlichen Kultstätte. Aufgrund mangelnder Mittel mussten detaillierte archäologische Untersuchungen unterbleiben. Zum Schutz gegen Raubgrabungen wurden die Fundstätten versiegelt.
Am 20. August 1995 erfolgte die Grundsteinlegung der Kirche. 1998 wurde sie fertig gestellt und durch Bischof Ilarion von Traianopolis (Траянополският епископ Иларион) vorläufig geweiht. Kirchenpatron ist der Heilige Iwan Rilski, der innerkirchlich mit seinem Mönchsnamen Johannes (Йоан) bezeichnet wird. 1999 nahm man den Bau des ersten Teils des Klosters mit den Wohnstätten für die Mönche in Angriff. Diese Arbeiten wurden im Jahr 2001 abgeschlossen. Am 19. November 2003 konnte die endgültige Weihe der Klosterkirche durch Bischof Nikolaj von Snepol (Знеполският епископ Николай) gefeiert werden. Zwischen 2003 und 2005 wurde ein weiterer Trakt des Klosters errichtet. 2006 kam der letzte Flügel dazu. In den Jahren 2010 bis 2012 erhielt die Kirche ihren freistehenden Glockenturm. Damit war der Bau des Klosterensembles abgeschlossen.
Im Außenbereich wurde 2014 links neben der Klosterpforte eine Marienkapelle errichtet. Daneben existieren zwei weitere Kapellen. Im Nordosten des Klosters an einer Kurve der Zufahrtstraße steht die Kapelle »Allerheiligen« (Параклис »Бсички Светии«). Die andere Kapelle ist dem Hl. Johannes dem Täufer gewidmet.
Die Mönche des Klosters betreiben einen Verlag für religiöse Literatur. Am 19. Oktober 2005 nahm dort das erste orthodoxe Internetradio Bulgariens mit dem Namen „Sion“ ("Сион") seine Arbeit auf. Seit 2006 bietet es ein 24-Stunden-Programm an.

## Kunst und Architektur

### Klosterhof

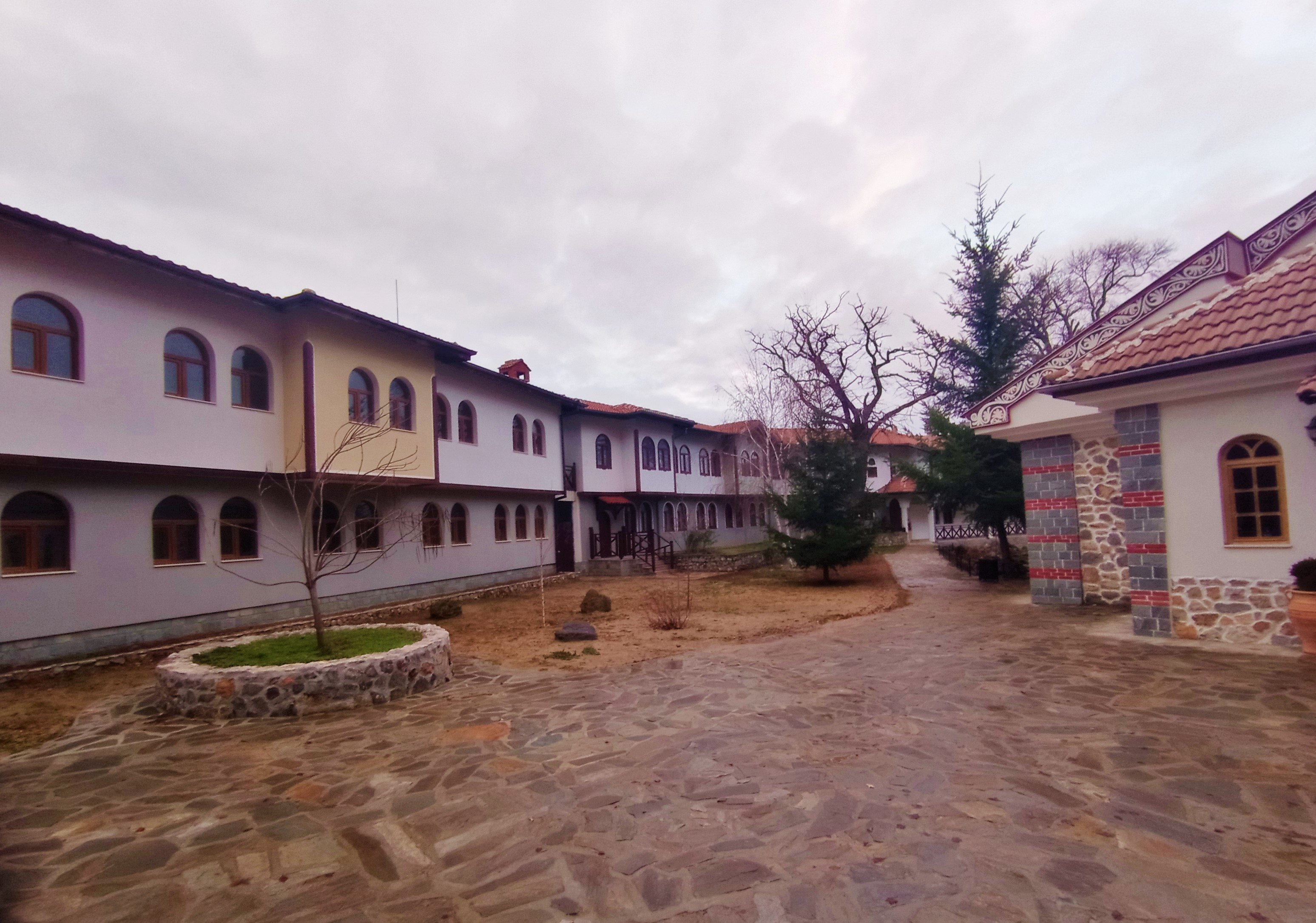
Klosterhof (2021)

Der Klosterhof hat standortbedingt die Form eines in Südwest-Nordost-Richtung gestreckten Polygons. Im Norden, Nordwesten und im Westen ist er durch Wohn- und Wirtschaftsgebäude umrahmt.
Seine Süd- und Südostgrenze bildet der Nordhang des Boboscheski Ruens. Im Osten ist der Klosterhof durch eine Mauer begrenzt, in der sich die Klosterpforte befindet. Die Bauten sind maximal zweigeschossig ausgeführt und mit Erkern versehen. Im Zentrum des Klosterhofs liegt die Kirche »Hl. Iwan Rilski«. Südwestlich des Kirchenportals erhebt sich der freistehende Glockenturm.

### Klosterkirche »Hl. Iwan Rilski«

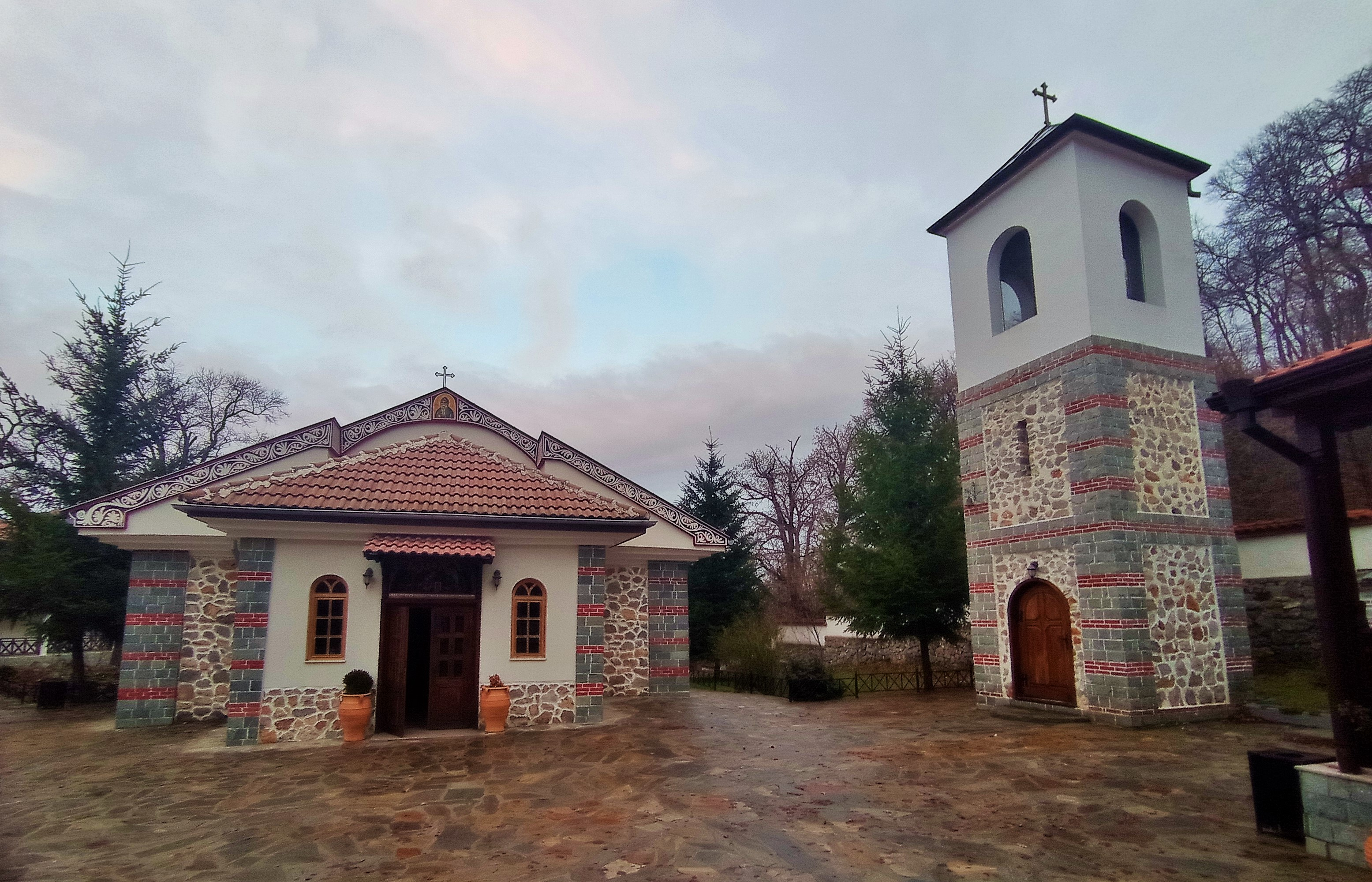
Klosterkirche »Hl. Iwan Rilski« mit Glockenturm (2021)

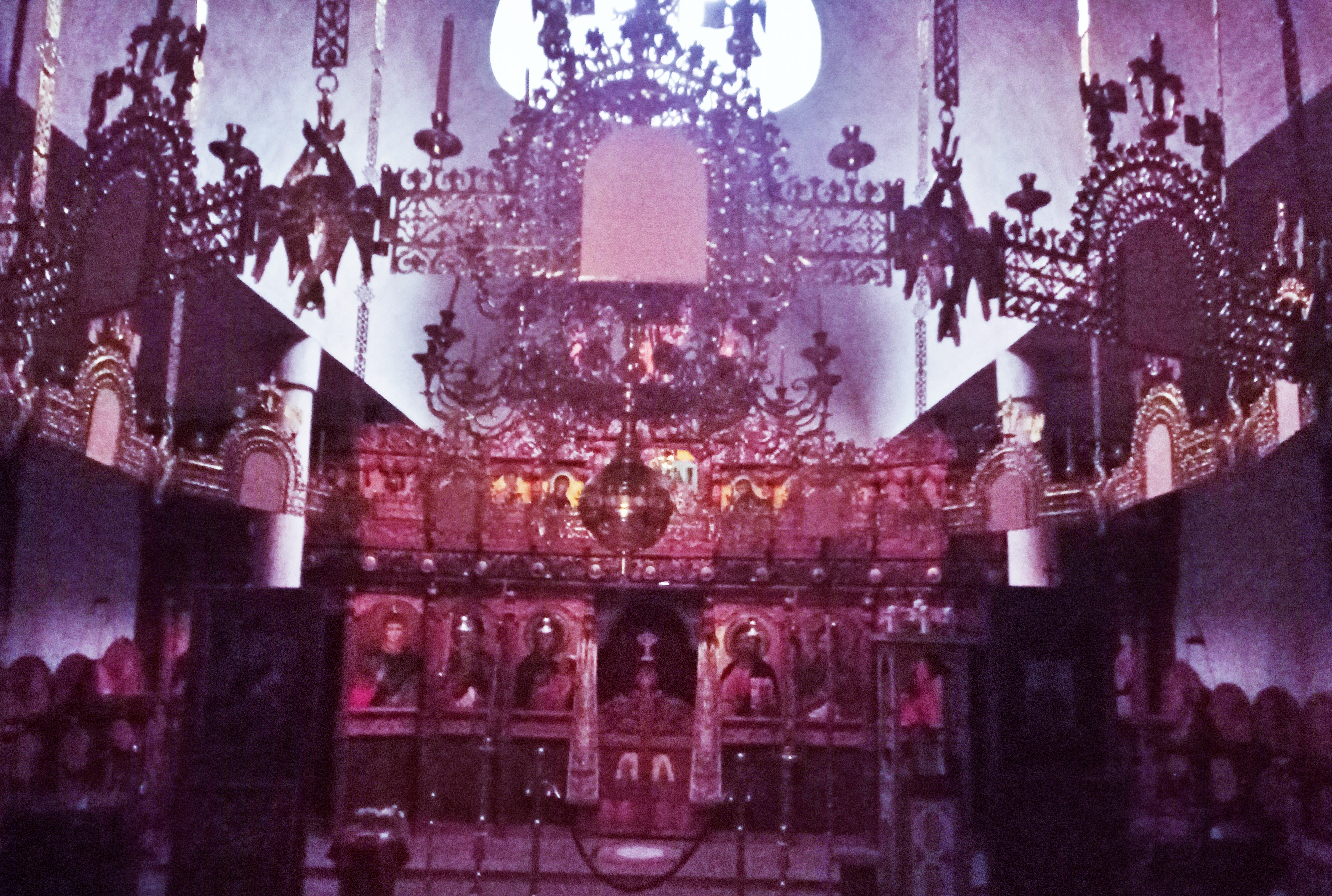
Ikonostas (2021)

Die Klosterkirche wurde in den 1990er Jahren von Anelija Paraskowa und Genoveva Rajnowa entworfen. Sie ist eine einschiffige Kirche mit einer nach Nordosten ausgerichteten Apsis. Auf der Südwestseite weist sie eine kleine innere Vorhalle (Esonarthex) auf. In der Mitte des Kirchenschiffs erhebt sich über einem Tambour eine flache Kuppel. Die Seitenwände bestehen aus Bruchsteinmauerwerk. Der Kircheninnenraum ist in Weiß gehalten. Der Ikonostas ist ein Werk von Simeon Toschew (Симеон Тошев) aus dem zur Gemeinde Simitli gehörigen Dorf Polena (Полена). Die Ikonen schuf Boris Donew (Борис Донев) aus Blagoewgrad.

## Die Höhle des »Hl. Iwan Rilski«
Im Südwesten des Klosters befindet sich die Höhle, in die sich Iwan Rilski zunächst als Eremit zurückzog (Пещера на Иван Рилски). Nachdem er von dort vertrieben wurde, wanderte er in das Rilatal, wo er sich in einer Höhle im Nordosten des heutigen Rilaklosters niederließ. Beide Höhlen stellen wichtige Pilgerstätten dar.

## Patronatsfest
Das Patronatsfest des Klosters ist der Gedenktag des Hl. Iwan Rilski am 18. August. Daneben feiert man im Kloster alljährlich am 1. Juli die Übertragung der Reliquien des Hl. Iwan Rilski von Tărnowo zum Rilakloster im Jahre 1469. Am 19. Oktober wird zusätzlich der Übertragung der Reliquien nach Sredez (Sofia) im Jahre 969 gedacht.